# Прик нам пла
Прик нам пла (тайск. พริกน้ำปลา), или нам пла прик (тайск. น้ำปลาพริก) — приправа на основе рыбного соуса и перца чили. Распространена в тайской кухне прежде всего как приправа к рису, которая часто присутствует на столе, заменяя соль и перец.
В самом простом варианте представляет собой смесь рыбного соуса (нам пла) и нарезанного перца чили (прик), как правило, сорта «птичий глаз». Для усиления кислого вкуса и смягчения рыбного запаха может добавляться сок лайма. В более изысканных вариантах может добавляться мелконарезанный чеснок или лук-шалот. Приготовленная приправа может храниться в холодильнике до двух недель.
В непритязательных тайских закусочных, как правило, стоит на столе в общей ёмкости среднего размера с ложечкой. Также может подаваться индивидуально в маленьких соусниках. Для еды на вынос или при доставке соус фасуется в маленькие пакетики.

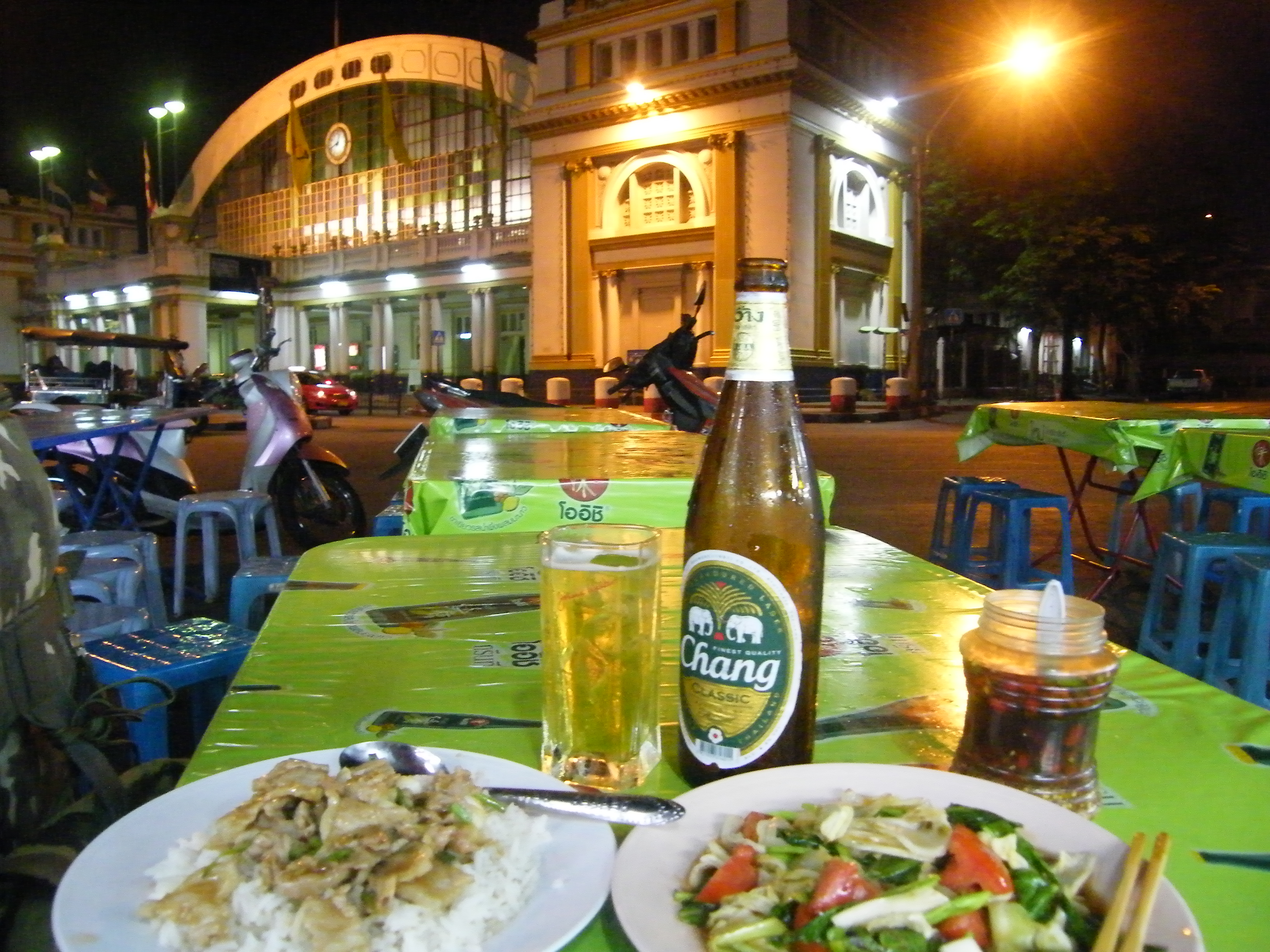
Баночка с прик нам пла на столе уличной закусочной в Бангкоке
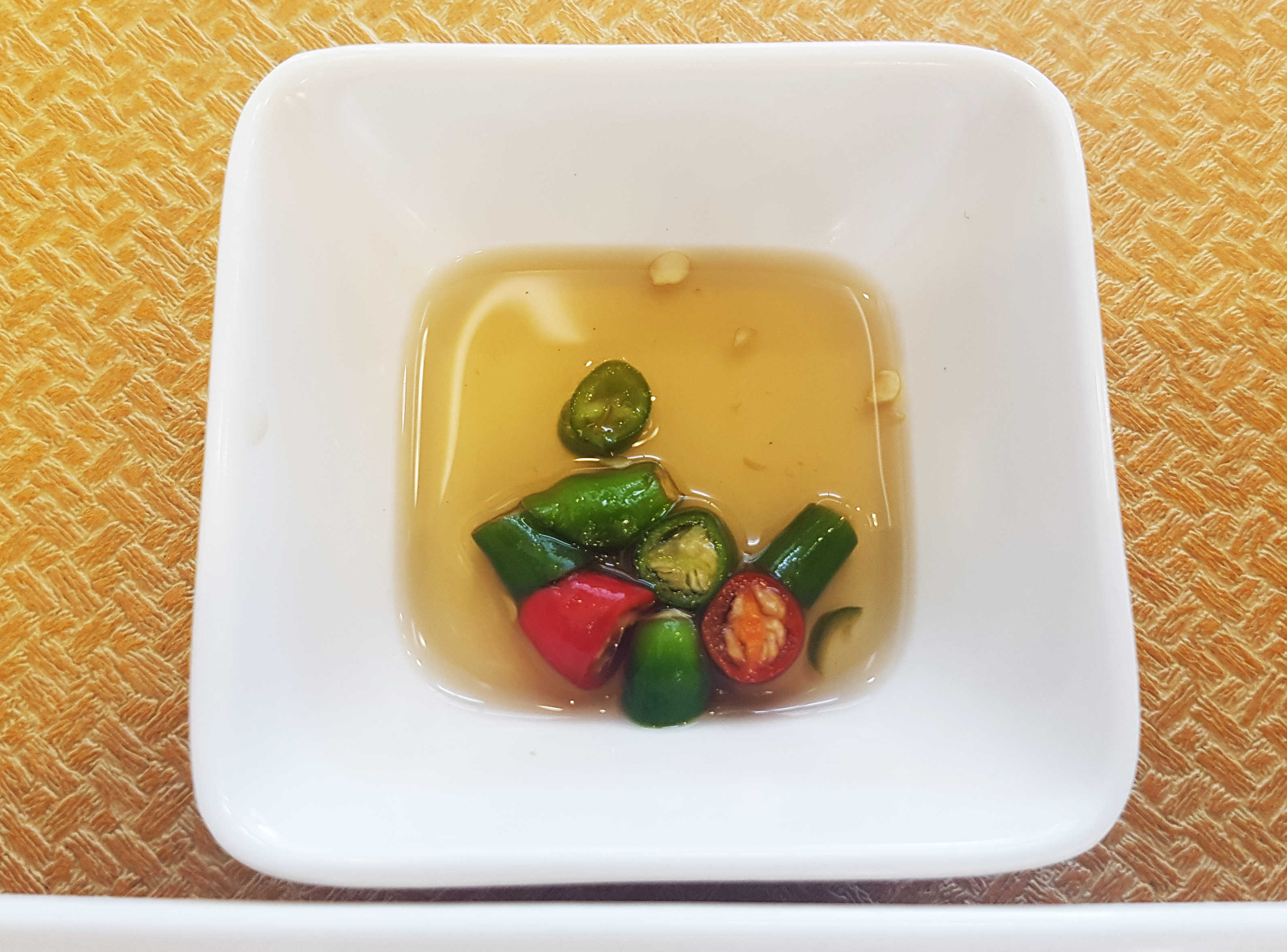
Соусник с прик нам пла